# God revisorssed
God revisorssed är en uppförandekod för revisorer. En revisor skall vid sitt arbete iaktta god revisionssed som definierar hur en revision rent tekniskt ska genomföras, men också god revisorssed som definierar revisorns förhållningssätt till sitt uppdrag, sin uppdragsgivare och sin yrkesroll. 
God revisorssed vilar på tre grundpelare: Oberoende, tystnadsplikt och kompetens. Inom ramen för god revisorssed definieras vad som kan krävas. God revisorssed finns dels definierad i lagtexter, andra regler finns i branschens egna riktlinjer och i riktlinjer från tillsynsmyndigheter genom utvecklad praxis i disciplinärenden.

## Oberoendet
En revisor ska genomföra sin revision med beaktande av sitt oberoende från alla intressenter. God revisorssed definierar ett antal riktlinjer avseende till exempel former för betalning, vilka andra tjänster än revision som revisorn eller revisionsbyrån får tillhandahålla, regler kring förhållningssätt till anställda hos uppdragsgivaren och begränsningar för ekonomisk intressegemenskap. 

## Tystnadsplikt
Revisorns tystnadsplikt är i princip absolut och innebär att revisorn inte får röja för obehöriga vad som iakttagits inom revisionen. Revisorn får heller inte använda information för egen vinning genom till exempel insiderbrott. Tystnadsplikten är en konsekvens av att revisorn normalt har full rätt att ta del av all information som revisorn bedömer är nödvändig för fullföljandet av sitt uppdrag. 
Revisorn har i vissa fall undantag från tystnadsplikten och tvärt om en skyldighet att lämna upplysningar. Det kan i vissa fall vara relevant vid misstanke och utredning av brott, vid vissa förfrågningar på bolagsstämma, i kommunikation med andra revisorer och i vissa andra fall.

## Kompetens
En förutsättning för att kunna genomföra ett revisionsuppdrag är att revisor och dennes medarbetare har tillräcklig kompetens för att genomföra arbetet. God revisorssed definierar dels vilken utbildning som revisorn bör ha i grunden men sätter även upp krav för vidareutbildning och i vissa fall särskilda licensieringskrav, särskilt för revision av finansiella företag eller kommunal revision. 